# Hiéroglyphe égyptien G40

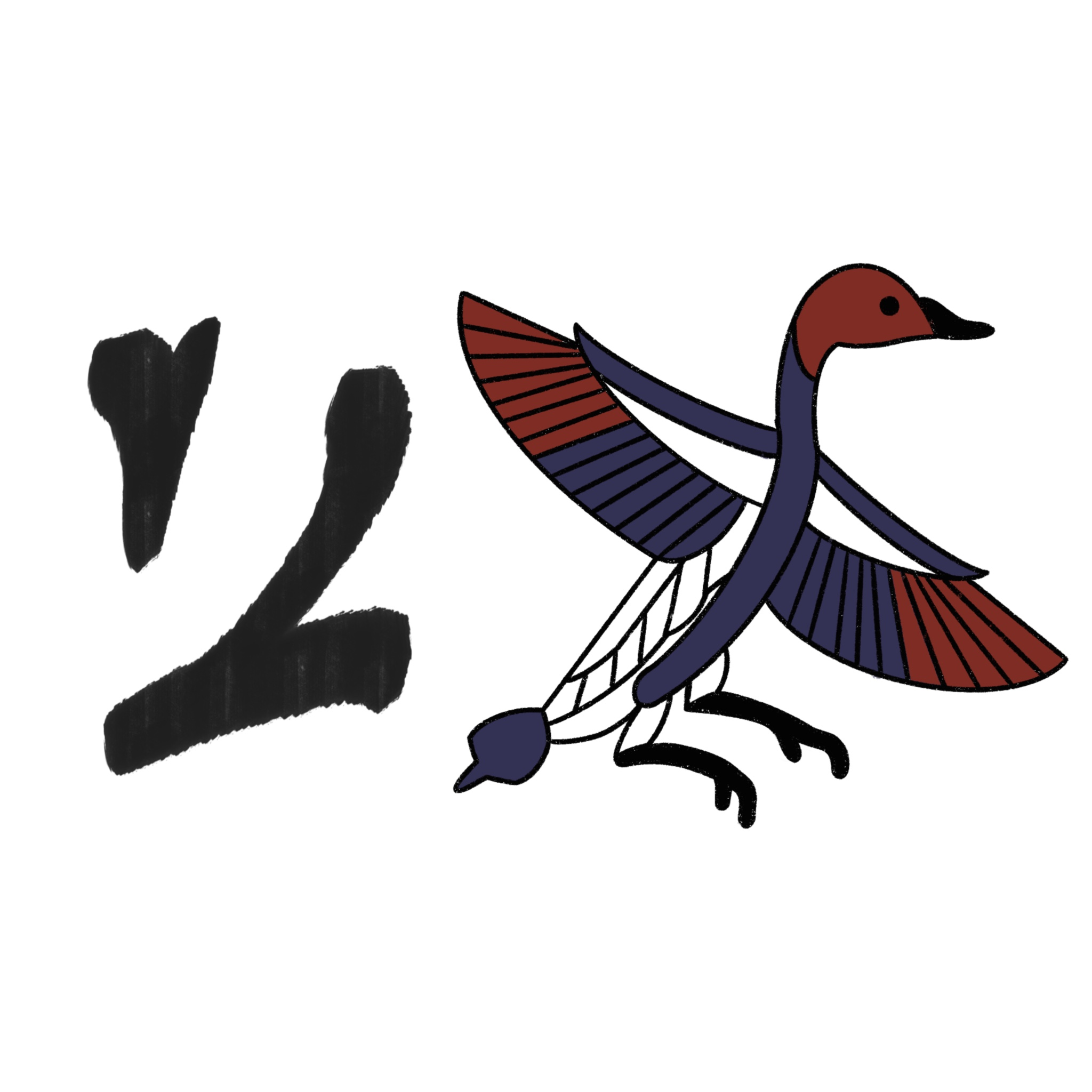
Version hiératique et hiéroglyphique

Le canard en vol ailes déployées, en hiéroglyphes égyptiens, est classifié dans la section G « Oiseaux » de la liste de Gardiner ; il y est noté G40. 

## Représentation
Il représente un canard pilet (Anas acuta) mâle en vol, ailes déployées. Sa version hiératique est celle de l'hiéroglyphe G41. Il est translittéré pȝ ou p.

## Utilisation
| p | G40 | A | H5 |

| p | G40 | A | H5 |

d'où son utilisation en tant que phonogramme bilitère de valeur pȝ.
| G40 |

| G40 |

| G40 | A |

| G40 | A |

| G40 | A |

| G40 | A |

| G41 |

| G41 |

| G41 |

| G41 |

## Exemples de mots
| G40 |

| G40 |

| p | G40 | z · W23 |

| p | G40 | z · W23 |

| n · G40 | t · W10 |

| n · G40 | t · W10 |